# Сердюк Євген Ігорович
Сердюк Євген Ігорович (нар. 24 квітня 1998, Дружківка, Донецька область, Україна) — український футболіст, півзахисник, нападник болгарського клубу ЦСКА 1948. Грав за молодіжну збірну України.

## Клубна кар'єра
Євген Сердюк народився 24 квітня 1998 року в місті Дружківка Донецької області. Коли йому було п'ять років, родина переїхала до Києва, проте, через невеликі статки, був період, коли вони поверталися до Дружківки.
Футболом Євген почав займатися у дружківській ДЮСШ. Після переїзду до столиці грав за «Біомед», «Живчик» та «Оболонь». В 11-річному віці перейшов у «Моноліт» Перебував на перегляді у донецькому «Шахтарі» та, у 2016 році, в луганській «Зорі».
У 2016 році за угодою, підписаною між «Монолітом» та португальською «Фатімою», Євген Сердюк перейшов у стан останньої. Спочатку гравець виступав за юнацьку команду «Фатіми». Також під час виступів за «Фатіму» Євген перебував не перегляді у «Вікторії» з Гімарайнша у 2018 році, а на початку 2019-го ним цікавились «Марітіму» та «Брага».
Взимку 2019 року розірвав контракт з «Фатімою». Після цього гравцем цікавилися португальські клуби «Брага» та «Вікторія», а також винниківський «Рух». На початку лютого 2019 року Євген Сердюк перейшов до «Боавішти» з міста Порту. 20-річний футболіст підписав із клубом з першого дивізіону Португалії контракт до літа 2022 року.. Спочатку молодого гравця планували віддати в оренду до одного з клубів Першої ліги, проте головний тренер команди Літу Відігал вирішив дати українцеві шанс проявити себе та залишив у першій команді. У березні 2019 року отримав травму, також почалися проблеми з візою, через що решту сезону змушений був провести в Україні поза футболом.
29 серпня 2019 року відправився в оренду до клубу Сегунда-Ліги «Каза Піа», в якому отримав футболку з 7-м ігровим номером. В оренді Сердюк провів 12 матчів в чемпіонаті, в яких забив три голи. Повернувшись до «Боавішти», Євген виступав лише за молодіжну команду.
У вересні 2021 року Євген Сердюк на правах вільного агента перейшов до болгарського клубу «Черно море». Нападник відкрив лік голам вже у другому матчі чемпіонату Болгарії у складі «Черно море», забивши у ворота команди «Арда».

## Кар'єра в збірній
У березні 2019 року отримав дебютний виклик до молодіжної збірної України. Зіграв 2 поєдинки на Antalya Cup.